# Mariage homosexuel en Argentine
- Mariage homosexuel
- Autre type de partenariat

- Non reconnu ou inconnu
- Pas de reconnaissance, mariage homosexuel interdit

Statut légal des unions homosexuelles en Amérique du Sud :
Mariage homosexuel
Autre type de partenariat
Non reconnu ou inconnu
Pas de reconnaissance, mariage homosexuel interdit
Activité homosexuelle illégale

Le mariage homosexuel en Argentine est légal depuis le 22 juillet 2010,. Le projet de loi pour sa légalisation est approuvé le 5 mai 2010 par la Chambre des députés d'Argentine, et le 15 juillet 2010, par le Sénat. La présidente Cristina Fernández de Kirchner la signe le 21 juillet,. Le 22 juillet, la loi est publiée dans le Journal officiel,. L'Argentine devient le premier pays d'Amérique latine et le deuxième d'Amérique à autoriser le mariage homosexuel sur l'ensemble de son territoire. C'est le dixième pays à légaliser le mariage homosexuel.

## Unions civiles
Les unions civiles sont reconnues dans quatre juridictions en Argentine : la ville autonome de Buenos Aires (depuis 2002), la Province de Río Negro (2003), la ville de 
Villa Carlos Paz (2007) et la ville de Río Cuarto (2009).
Les unions civiles sont des unions enregistrées entre deux adultes de même sexe ou de sexe opposé, qui fournissent quelques-uns des droits accordés aux couples mariés, tels que les prestations d'assurances et de santé et le droit aux visites hospitalières. Elles ne donnent pas de droit de succession ou d'adoption. Les unions civiles ne peuvent être conclues que par des couples ayant déjà vécu ensemble un temps donné, en général un ou deux ans.

## Cohabitation non enregistrée
Le 19 août 2008, le gouvernement argentin annonce qu'il autorise les couples de personnes y compris de même sexe établies sous le même toit depuis plus de cinq ans à recevoir les pensions du partenaire décédé. C'est la première reconnaissance sur le plan national d'une cohabitation non enregistrée.

## Mariage homosexuel

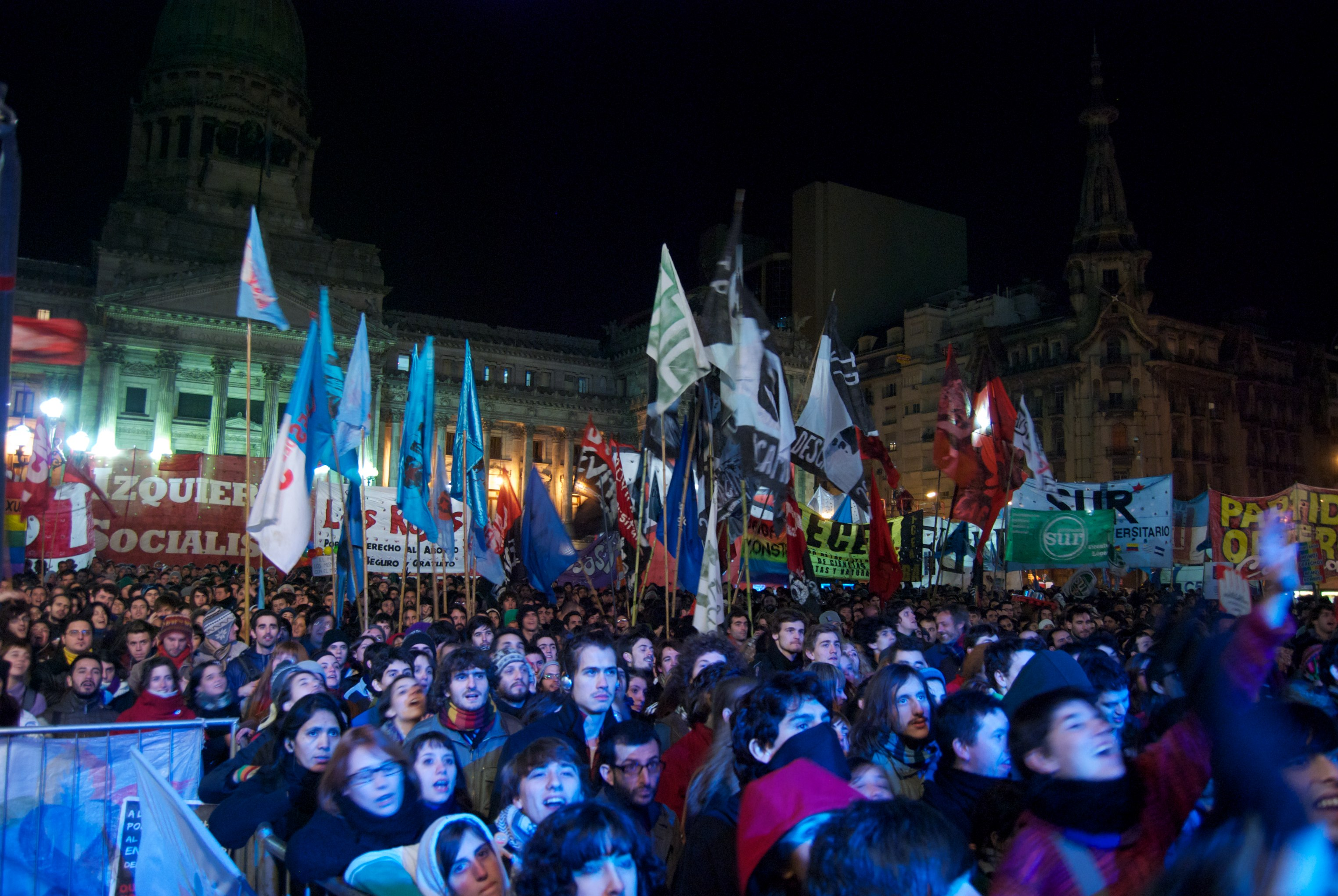
Foule manifestant pour soutenir le mariage homosexuel.

### Action législative
Deux semaines avant les élections de 2009, le ministre de la justice Aníbal Fernández déclare être favorable à un débat sur le mariage homosexuel au congrès, parce qu'une loi ouverte aux couples homosexuels « mettrait fin à la discrimination » et parce que « beaucoup de monde le demande ». La présidente Cristina Fernández de Kirchner déclare aussi que l'ancien président, son mari Néstor Kirchner, soutenait une discussion sur le mariage homosexuel. Mais aucun projet de loi ne sortit de ces déclarations.
Fin 2009, le Congrès argentin considéra deux propositions, portées par Silvia Augsburger et Vilma Ibarra, de modifier l'article 172 du code civil. Le 27 octobre 2009, les projets de loi sont débattus à la chambre des députés,,,,.
Ibarra exprime le désir de voir le mariage homosexuel approuvé en Argentine à la fin de 2009. Les débats sur les projets de loi se poursuivent les 5 et 10 novembre, avant d'être repoussés à mars 2010,,. Un sondage effectué au même moment établit que 70 % des Argentins sont favorables à la légalisation du mariage homosexuel.
Le 15 avril 2010, la Chambre des députés recommande la mise en œuvre du mariage homosexuel,.
Le 5 mai, la Chambre des députés approuve le projet de loi sur le mariage homosexuel qui autorise les couples de même sexe à adopter, par un vote de 125 contre 109,.
La 6 juillet, le comité de justice général du Sénat recommande le rejet du projet de loi. Le vote de la loi était prévu pour le 14 juillet. Après une session marathon qui a duré jusqu'aux premières heures du jour suivant, le Sénat approuve le projet de loi le 15 juillet, par un vote de 33 contre 27,.
Le 21 juillet, la présidente de l'Argentine Cristina Fernández de Kirchner signe la loi,. Le 22 juillet, la loi est publiée au Journal officiel,. La loi accorde aux couples homosexuels tous les droits et les devoirs du mariage, y compris le droit d'adopter des enfants. Les premiers mariages sont célébrés le 30 juillet 2010,.
Claudia Castrosín Verdú est la première lesbienne à contracter un mariage en Argentine dans ce cadre.